# 강정초등학교
강정초등학교는 대한민국 제주특별자치도 서귀포시 강정동에 있는 공립 초등학교이다.

## 학교 연혁
- 1946년	12월 6일 강정공립국민학교 개교
- 1982년	3월 5일 병설유치원 개원
- 1995년	3월 1일 강정초등학교로 교명 변경[1]
- 2011년	10월 1일 2층 3개 교실[2] 완공
- 2014년	5월 31일 시설환경개선[3]
- 2014년	8월 31일 수업환경개선[4]
- 2014년	9월 30일 운동장 스탠드 및 과학실 벽화 그리기
- 2018년 3월 28일 학교재배치사업 준공
- 2019년 3월 1일 제31대 강미자 교장 부임
- 2020년 1월 23일 제72회 졸업(총 2,896명)

## 학교 상징
- 교화(校花) - 금잔화 : 밝고 맑으며 착하게 자라자
- 교목(校木) - 향나무 : 늘 푸르고 싱싱하며 튼튼하게 자라자
- 마스코드 - 강정천 은어 : 의좋게 배우며 힘차게 살자

## 참고 자료
- 강정초등학교 - 한국교육학술정보원 학교알리미